# III Corps (USA)

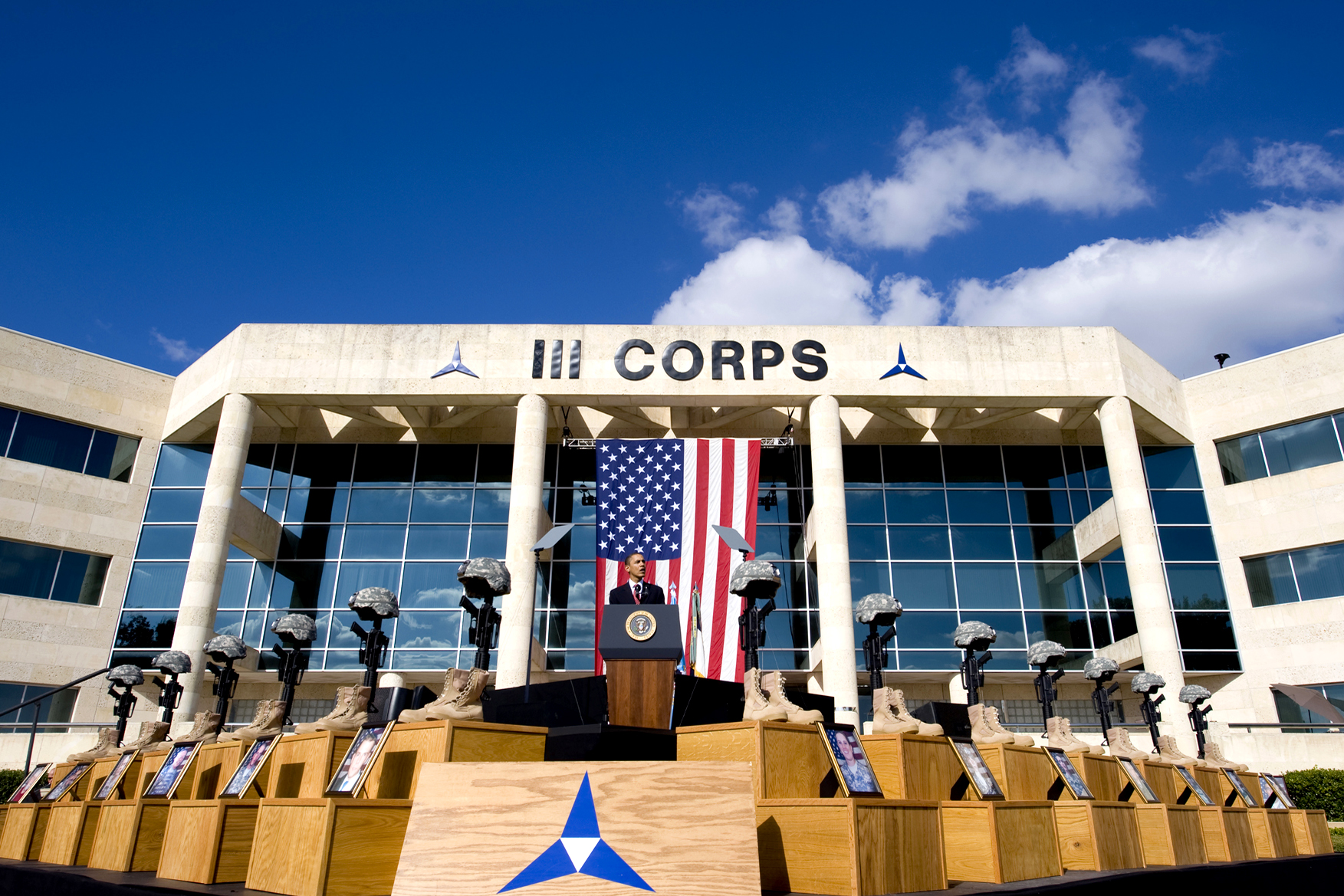
USA:s president Barack Obama höll tal utanför tredje armékårens högkvarter vid minnesstunden som hölls 10 november 2009 efter masskjutningen 5 dagar innan på Fort Hood.

III Corps, Tredje armékåren, är en armékår i USA:s armé. Den har sedan 1954 sitt högkvarter på Fort Hood i Texas och utgör en del av United States Army Forces Command.

## Bakgrund
III Corps upprättades under första världskriget vid västfronten i Frankrike där den ledde flera amerikanska divisioner som stod pall för flera offensiver från det kejserliga Tysklands här. Tredje armékåren avvecklades efter krigsslutet.
Den återinfördes 1927 under mellankrigstiden och under andra världskriget i Europa deltog den i flera viktiga slag, däribland Ardenneroffensiven där den avlöste den omringade 101st Airborne Division.
Under de nästa 50 åren var den tredje armékåren en viktig del i armén som sände trupper till Koreakriget och Vietnamkriget. Armékåren i sin helhet såg åter ingen väpnad konflikt förrän 2003 i Irakkriget. 

## Förband
III Corps består av några äv de äldsta divisionerna med olika traditioner i armén: 1st Infantry Division på Fort Riley i Kansas, 1st Cavalry Division på Fort Hood samt 1st Armored Division vid Fort Bliss. En annan division som ingår är 4th Infantry Division vid Fort Carson i Colorado.

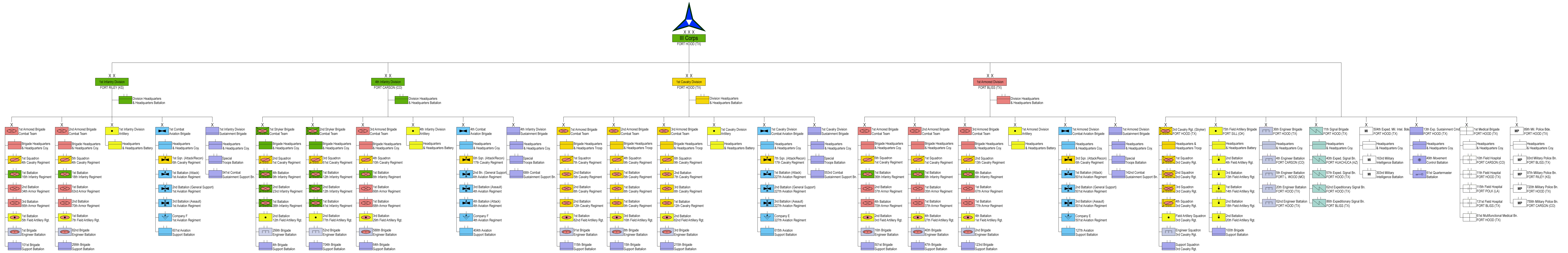
Organisationsschema med underlydande förband.